# Двоично-десятичный код

Перевод десятичных цифр в двоично-десятичный код

Двоично-десятичный код (англ. binary-coded decimal), BCD, 8421-BCD  — форма записи рациональных чисел, когда каждый десятичный разряд числа записывается в виде его четырёхбитного двоичного кода. Таким образом, каждая тетрада двоично-десятичного числа может принимать значения от 00002 (010) до 10012 (910).
Например, десятичное число 31110 будет записано в двоичной системе счисления в двоичном коде как 1 0011 01112, а в двоично-десятичном коде как 0011 0001 0001BCD.

## Описание
При помощи 4 бит можно закодировать 16 цифр. Из них используются 10. Остальные 6 комбинаций в двоично-десятичном коде являются запрещёнными. Таблица соответствия двоично-десятичного кода и десятичных цифр:
| Двоично-десятичный код | Двоично-десятичный код | Двоично-десятичный код | Двоично-десятичный код | Десятичный код |
| ---------------------- | ---------------------- | ---------------------- | ---------------------- | -------------- |
| 0                      | 0                      | 0                      | 0                      | 0              |
| 0                      | 0                      | 0                      | 1                      | 1              |
| 0                      | 0                      | 1                      | 0                      | 2              |
| 0                      | 0                      | 1                      | 1                      | 3              |
| 0                      | 1                      | 0                      | 0                      | 4              |
| 0                      | 1                      | 0                      | 1                      | 5              |
| 0                      | 1                      | 1                      | 0                      | 6              |
| 0                      | 1                      | 1                      | 1                      | 7              |
| 1                      | 0                      | 0                      | 0                      | 8              |
| 1                      | 0                      | 0                      | 1                      | 9              |

Двоично-десятичный код также применяется в телефонной связи. В этом случае кроме десятичных цифр кодируются символы '*', '#' и некоторые другие. Для записи этих символов в двоично-десятичном коде используются запрещенные комбинации:
| Двоично-десятичный код | Двоично-десятичный код | Двоично-десятичный код | Двоично-десятичный код | Десятичный код         |
| ---------------------- | ---------------------- | ---------------------- | ---------------------- | ---------------------- |
| 1                      | 0                      | 1                      | 0                      | * (звёздочка)          |
| 1                      | 0                      | 1                      | 1                      | # (решётка)            |
| 1                      | 1                      | 0                      | 0                      | + (плюс)               |
| 1                      | 1                      | 0                      | 1                      | - (минус)              |
| 1                      | 1                      | 1                      | 0                      | , (десятичная запятая) |
| 1                      | 1                      | 1                      | 1                      | Символ гашения         |

## Преимущества и недостатки

### Преимущества

Часы с двоично-десятичной системой индикации. В этих часах каждая колонка отображает десятичное число в двоично-десятичной системе.

- Упрощён вывод чисел на индикацию — вместо последовательного деления на 10 требуется просто вывести на индикацию каждый полубайт. Аналогично, проще ввод данных с цифровой клавиатуры.
- Для дробных чисел (как с фиксированной, так и с плавающей запятой) при переводе в человекочитаемый десятичный формат и наоборот не теряется точность.
- Упрощены умножение и деление на 10, а также округление.

По этим причинам двоично-десятичный формат применяется в калькуляторах — калькулятор в простейших арифметических операциях должен выводить в точности такой же результат, какой подсчитает человек на бумаге.

### Недостатки
- Требует больше памяти.
- Усложнены арифметические операции. Так как в 8421-BCD используются только 10 возможных комбинаций 4-битового поля вместо 16, существуют запрещённые комбинации битов: 1010(1010), 1011(1110), 1100(1210), 1101(1310), 1110(1410) и 1111(1510).

Поэтому, при сложении и вычитании чисел формата 8421-BCD действуют следующие правила:
1. При сложении двоично-десятичных чисел каждый раз, когда происходит перенос бита в старший полубайт, необходимо к полубайту, от которого произошёл перенос, добавить корректирующее значение 0110 (= 610 = 1610 — 1010: разница количеств комбинаций полубайта и используемых значений).
2. При сложении двоично-десятичных чисел каждый раз, когда встречается недопустимая для полубайта комбинация (число, большее 9), необходимо к каждой недопустимой комбинации добавить корректирующее значение 0110 с разрешением переноса в старшие полубайты.
3. При вычитании двоично-десятичных чисел, для каждого полубайта, получившего заём из старшего полубайта, необходимо провести коррекцию, отняв значение 0110.

Пример операции сложения двоично-десятичных чисел:
Требуется: Найти число A = D + C, где D = 3927, C = 4856
Решение:
Представим числа D и C в двоично-десятичной форме:

D = 392710 = 0011 1001 0010 0111BCD

C = 485610 = 0100 1000 0101 0110BCD
Суммируем числа D и С по правилам двоичной арифметики:
```
       *         ** 
  0011 1001 0010 0111
+ 0100 1000 0101 0110
  ___________________
= 1000 0001 0111 1101 - Двоичная сумма
+      0110      0110 - Коррекция
  ___________________
  1000 0111 1000 0011
```

'*' — тетрада, из которой был перенос в старшую тетраду
'**' — тетрада с запрещённой комбинацией битов
В тетраду, помеченную символом *, добавляем шестёрку, так как по правилам двоичной арифметики перенос унёс с собой 16, а по правилам десятичной арифметики должен был унести 10.
В тетраду, помеченную символом **, добавляем шестёрку и разрешаем распространение переноса, так как комбинация битов 1101 (что соответствует десятичному числу 13) является запрещённой.

## Другие системы кодирования
В системе кодирования «2 из 5» одна десятичная цифра кодируется 5 битами, из которых 2 бита установлены в 1, а 3 бита — в 0, что даёт ровно 10 комбинаций. Такая система обеспечивает лучшее обнаружение ошибок, поскольку изменение одного бита всегда даст недопустимую комбинацию; также всегда обнаруживаются однонаправленные изменения (несколько изменений 0→1 или 1→0). Кодирование «2 из 5» использовалось в компьютерах серий IBM 7070, IBM 7072 и IBM 7074; также применяется в некоторых странах для маркирования почты штрих-кодом.
Уплотнённые десятичные числа позволяют разместить 3 десятичные цифры в 10 битах (210=1024 комбинации, что достаточно для 3 десятичных цифр), причём кодирование устроено так, что преобразование между 10-битным кодом и тремя отдельными десятичными цифрами можно осуществить с помощью простой и быстрой логической схемы. Такое кодирование используется в десятичных числах с плавающей запятой, описанных в стандарте IEEE 754-2008.